# Eruieren
Das Verb eruieren (entlehnt aus dem lateinischen eruere, für „ausfindig machen, ausgraben“; zugehöriges Substantiv Eruierung) bezeichnet heute in der gehobenen Umgangssprache als häufig verwendetes Fremdwort vielfältige Formen der Forschung oder besser Nachforschung. Es kann sich auf nahezu alle Arten der Feststellung, Untersuchung und Erhebung in Wissenschaft und Alltag beziehen. Häufig werden auch Personen oder Sachverhalte im Rahmen kriminalistischer Ermittlungen eruiert.
Betrachtet man das Eruieren ausschließlich als Vorgang der Datengewinnung, folgt sinnvollerweise und im Erfolgsfall (bei Vorliegen von Daten) das Validieren, also das Überprüfen der gewonnenen Erkenntnisse auf ihre Validität. Als deren Ergebnis lässt sich die Verifikation oder Falsifikation der Daten feststellen.